# Mount Vernon, Missouri
Mount Vernon är administrativ huvudort i Lawrence County i Missouri. Orten fick sitt namn efter George Washingtons herrgård i Virginia.